# Copaxa
Copaxa é um gênero de mariposa pertencente à família Saturniidae.